# Moustier-en-Fagne
Pour les articles homonymes, voir Moustier et Fagne.
Moustier-en-Fagne est une commune française située dans le département du Nord, en région Hauts-de-France.

## Géographie
Les communes limitrophes sont Eppe-Sauvage, Trélon, Wallers-en-Fagne, Baives et Chimay.
Moustier en Fagne fait partie :
- administrativement de l'Avesnois (arrondissement d'Avesnes-sur-Helpe), région située dans le Sud-Est du département du Nord ;
- historiquement du Hainaut ;
- géologiquement des Ardennes ;
- paysagèrement de la « grande Thiérache ».

La commune fait partie du Parc naturel régional de l'Avesnois.
La commune est frontalière de la Belgique.

### Communes limitrophes
|                  | Eppe-Sauvage      |  |
| Trélon           | Moustier-en-Fagne |  |
| Wallers-en-Fagne | Baives            |  |

### Hydrographie

#### Réseau hydrographique
La commune est située dans le bassin Artois-Picardie. Elle est drainée par l'Helpe Majeure, le ruisseau de Baives, la Neuve Grange, le ruisseau de la Jonquette, le ruisseau des Desiviers, le ruisseau des Gillettes,,.
L'Helpe Majeure, d'une longueur de 69 km, prend sa source dans la commune de Ohain et se jette  dans la Sambre canalisée à Noyelles-sur-Sambre, après avoir traversé 18 communes. 

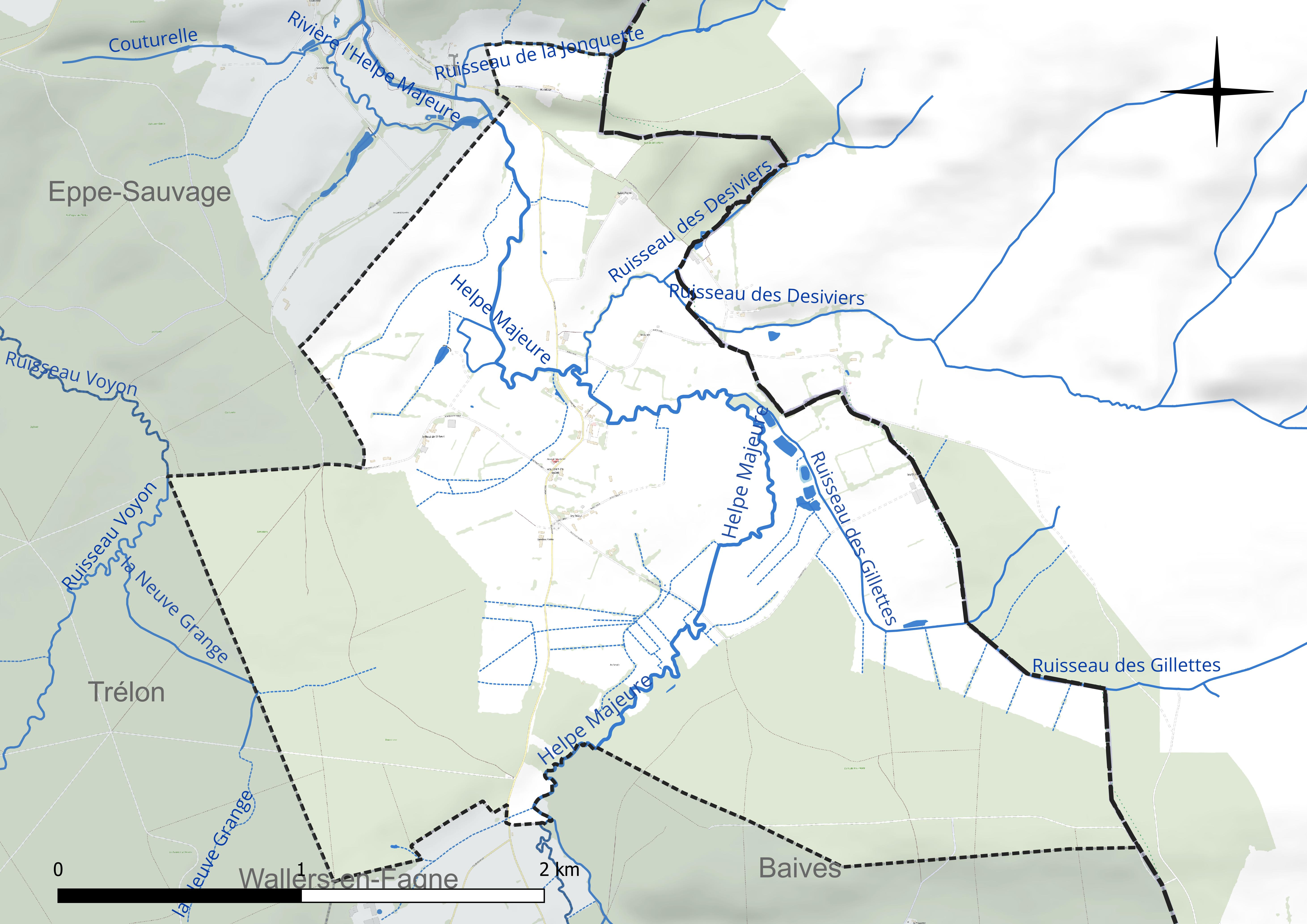
Réseau hydrographique de Moustier-en-Fagne.

#### Gestion et qualité des eaux
Le territoire communal est couvert par le schéma d'aménagement et de gestion des eaux (SAGE) « Sambre ». Ce document de planification concerne un territoire de 1 253 km2 de superficie, délimité par le bassin versant de la Sambre. Le périmètre a été arrêté le 1er novembre 2003 et le SAGE proprement dit a été approuvé le 21 septembre 2012, puis modifié le 18 août 2022. La structure porteuse de l'élaboration et de la mise en œuvre est le syndicat mixte du Parc naturel régional de l'Avesnois. 
La qualité des cours d'eau peut être consultée sur un site spécial géré par les agences de l'eau et l'Agence française pour la biodiversité. 

### Climat
Pour des articles plus généraux, voir Climat des Hauts-de-France et Climat du Nord.
En 2010, le climat de la commune est de type climat des marges montargnardes, selon une étude du CNRS s'appuyant sur une série de données couvrant la période 1971-2000. En 2020, Météo-France publie une typologie des climats de la France métropolitaine dans laquelle la commune est exposée à un climat océanique altéré et est dans la région climatique  Nord-est du bassin Parisien, caractérisée par un ensoleillement médiocre, une pluviométrie moyenne régulièrement répartie au cours de l'année et un hiver froid (3 °C). 
Pour la période 1971-2000, la température annuelle moyenne est de 9,7 °C, avec une amplitude thermique annuelle de 15,3 °C. Le cumul annuel moyen de précipitations est de 893 mm, avec 12,7 jours de précipitations en janvier et 10 jours en juillet. Pour la période 1991-2020, la température moyenne annuelle observée sur la station météorologique la plus proche, située sur la commune de Saint-Hilaire-sur-Helpe à 21 km à vol d'oiseau, est de 10,5 °C et le cumul annuel moyen de précipitations est de 802,4 mm,. Pour l'avenir, les paramètres climatiques de la commune estimés pour 2050 selon différents scénarios d'émission de gaz à effet de serre sont consultables sur un site spécial publié par Météo-France en novembre 2022.

## Urbanisme

### Typologie
Au 1er janvier 2024, Moustier-en-Fagne est catégorisée commune rurale à habitat très dispersé, selon la nouvelle grille communale de densité à sept niveaux définie par l'Insee en 2022.
Elle est située hors unité urbaine et hors attraction des villes,.

### Occupation des sols
L'occupation des sols de la commune, telle qu'elle ressort de la base de données européenne d'occupation biophysique des sols Corine Land Cover (CLC), est marquée par l'importance des territoires agricoles (52,9 % en 2018), en diminution par rapport à 1990 (53,9 %). La répartition détaillée en 2018 est la suivante : 
prairies (49,2 %), forêts (43,2 %), milieux à végétation arbustive et/ou herbacée (3,9 %), terres arables (3,6 %), zones agricoles hétérogènes (0,1 %). L'évolution de l'occupation des sols de la commune et de ses infrastructures peut être observée sur les différentes représentations cartographiques du territoire : la carte de Cassini (XVIIIe siècle), la carte d'état-major (1820-1866) et les cartes ou photos aériennes de l'IGN pour la période actuelle (1950 à aujourd'hui).

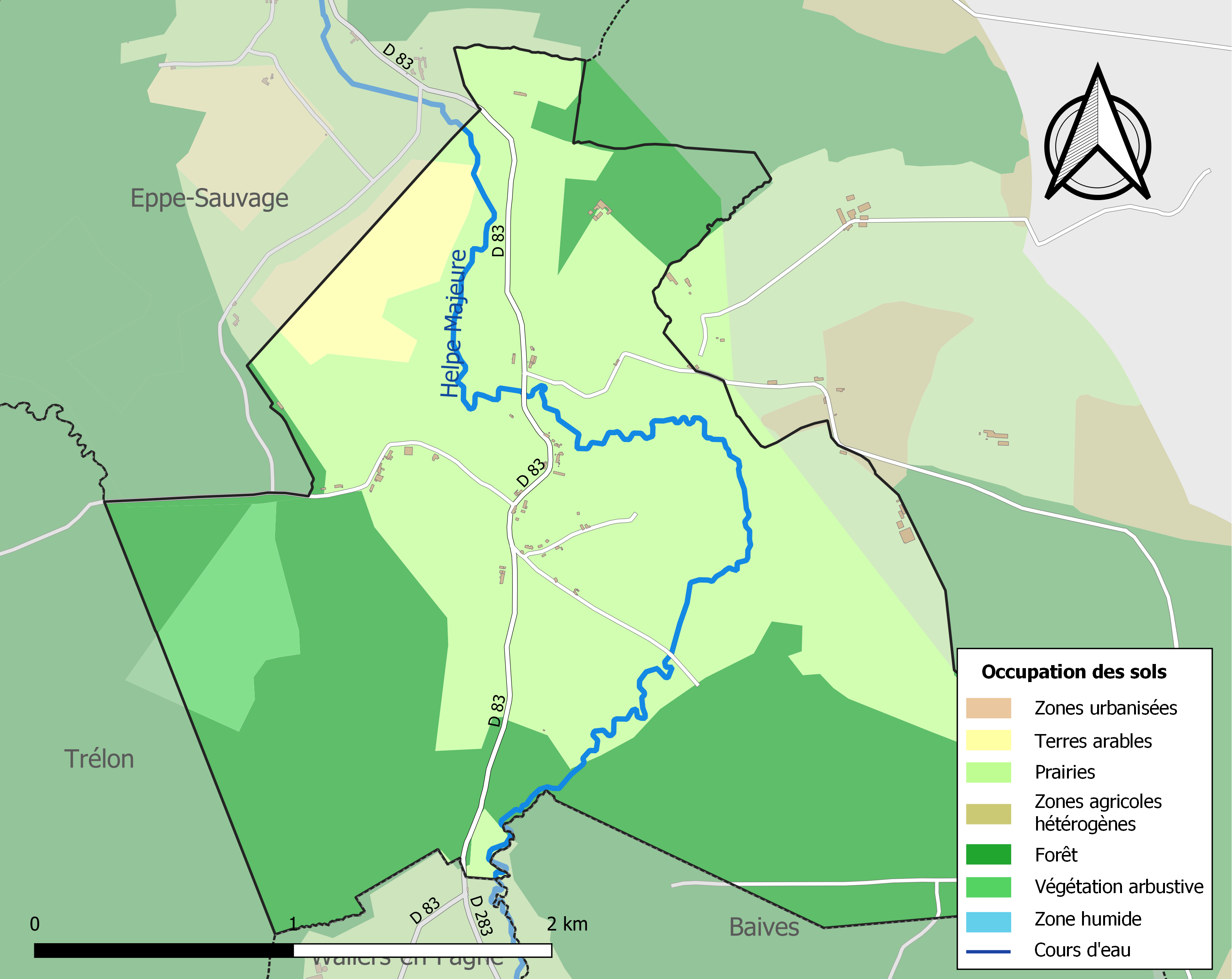
Carte des infrastructures et de l'occupation des sols de la commune en 2018 (CLC).

## Toponymie
Moustier, à comparer avec le wallon mostî, est un terme qui désigne en ancien français "Monastère, couvent". Il est à noter que le village comporte un prieuré.[réf. nécessaire]

## Histoire
Une suite de quatre traités va décider de l'avenir politique de la commune. En 843, avec le traité de Verdun, le partage de l'empire carolingien entre les trois petits-fils de Charlemagne octroie à Lothaire Ier, la Francie médiane qui comprend le Hainaut dont fait partie le village. Le traité de Prüm en 855 partage la Francie médiane entre les trois fils de Lothaire Ier, le Hainaut est rattaché à la Lotharingie dont hérite Lothaire II. Puis par le traité de Meerssen de 870 qui suit la mort de Lothaire II, une partie de la Lotharingie dont fait partie le Hainaut est rattachée à la Francie occidentale. Enfin, avec le traité de Ribemont en 880, le Hainaut est rattaché à la Francie orientale qui deviendra le Saint-Empire romain germanique en 962.
En 1496, le village ne compte que 5 feux. On compte quelques maisons basses occupées par du personnel agricole, une bergerie et le prieuré qui accueille quelques moines. À cette époque, le village est sous domination espagnole comme peut en témoigner la maison espagnole construite en 1560 et cachant un souterrain pour évacuer les provisions quand les ennemis venaient piller la contrée.
Le roi d'Espagne Philippe IV rattache Moustier au marquisat de Trélon en 1626.
Cinquante ans plus tard, le 16 août 1678, sous le règne de Louis XIV, l'Espagne cède à la France plusieurs territoires dont Moustier qui devient la frontière entre la France et les Pays-Bas autrichiens comme l'attestent les nombreuses bornes frontières qui parsèment le village.
À la Révolution, les Autrichiens dévastent en partie Moustier en 1793, tandis que les Français vont piller et incendier l'abbaye Saint-Pierre de Lobbes.
En 1808, Moustier est réuni à la paroisse d'Eppe-Sauvage.
Lors du premier conflit mondial, les Allemands arrivent dans le village de Moustier-en-Fagne le mercredi 26 août 1914. Le village se trouvera en zone occupée jusqu'à sa libération le 10 novembre 1918.

## Héraldique
|  | Les armes de Moustier-en-Fagne se blasonnent ainsi : De gueules à deux clefs d'or adossées en sautoir, les pannetons en haut. |

## Politique et administration

### Liste des maires
Maire en 1802-1803 : Jean Fontenelle.

Maire en 1807 : Estienne.
| Période        | Période                    | Identité            | Étiquette | Qualité                        |
| -------------- | -------------------------- | ------------------- | --------- | ------------------------------ |
| Mars 1977      | mars 1983                  | André Carra         |           |                                |
| Mars 1983      | juin 1995                  | André Motte         |           |                                |
| Juin 1995      | mars 2001                  | Paul Bertaux        |           |                                |
| Juillet 2007   | juillet 2007               | Henry Houard        |           | Décédé en cours de mandat      |
| Septembre 2007 | En cours (au 4 avril 2014) | Jean Michel Hancart |           | Réélu pour le mandat 2014-2020 |

## Population et société

### Démographie

#### Évolution démographique
L'évolution du nombre d'habitants est connue à travers les recensements de la population effectués dans la commune depuis 1793. Pour les communes de moins de 10 000 habitants, une enquête de recensement portant sur toute la population est réalisée tous les cinq ans, les populations de référence des années intermédiaires étant quant à elles estimées par interpolation ou extrapolation. Pour la commune, le premier recensement exhaustif entrant dans le cadre du nouveau dispositif a été réalisé en 2005.

En 2022, la commune comptait 61 habitants, en stagnation par rapport à 2016 (Nord : +0,51 %, France hors Mayotte : +2,11 %).
| 1793 | 1800 | 1806 | 1821 | 1831 | 1836 | 1841 | 1846 | 1851 |
| ---- | ---- | ---- | ---- | ---- | ---- | ---- | ---- | ---- |
| 184  | 166  | 171  | 193  | 264  | 263  | 275  | 281  | 260  |

| 1856 | 1861 | 1866 | 1872 | 1876 | 1881 | 1886 | 1891 | 1896 |
| ---- | ---- | ---- | ---- | ---- | ---- | ---- | ---- | ---- |
| 235  | 195  | 181  | 169  | 186  | 172  | 172  | 149  | 131  |

| 1901 | 1906 | 1911 | 1921 | 1926 | 1931 | 1936 | 1946 | 1954 |
| ---- | ---- | ---- | ---- | ---- | ---- | ---- | ---- | ---- |
| 118  | 116  | 115  | 102  | 118  | 116  | 104  | 106  | 93   |

| 1962 | 1968 | 1975 | 1982 | 1990 | 1999 | 2005 | 2006 | 2010 |
| ---- | ---- | ---- | ---- | ---- | ---- | ---- | ---- | ---- |
| 87   | 72   | 70   | 72   | 67   | 72   | 70   | 73   | 61   |

| 2015 | 2020 | 2022 | - | - | - | - | - | - |
| ---- | ---- | ---- | - | - | - | - | - | - |
| 61   | 58   | 61   | - | - | - | - | - | - |

#### Pyramide des âges
La population de la commune est relativement âgée.
En 2018, le taux de personnes d'un âge inférieur à 30 ans s'élève à 24,2 %, soit en dessous de la moyenne départementale (39,5 %). À l'inverse, le taux de personnes d'âge supérieur à 60 ans est de 37,9 % la même année, alors qu'il est de 22,5 % au niveau départemental.
En 2018, la commune comptait 32 hommes pour 27 femmes, soit un taux de 54,24 % d'hommes, largement supérieur au taux départemental (48,23 %).
Les pyramides des âges de la commune et du département s'établissent comme suit.
| Hommes | Classe d’âge | Femmes |
| ------ | ------------ | ------ |
| 0,0    | 90 ou +      | 11,1   |
| 6,5    | 75-89 ans    | 14,8   |
| 25,8   | 60-74 ans    | 18,5   |
| 25,8   | 45-59 ans    | 22,2   |
| 12,9   | 30-44 ans    | 14,8   |
| 9,7    | 15-29 ans    | 14,8   |
| 19,4   | 0-14 ans     | 3,7    |

| Hommes | Classe d’âge | Femmes |
| ------ | ------------ | ------ |
| 0,5    | 90 ou +      | 1,4    |
| 5,3    | 75-89 ans    | 8,1    |
| 14,8   | 60-74 ans    | 16,2   |
| 19,1   | 45-59 ans    | 18,4   |
| 19,5   | 30-44 ans    | 18,7   |
| 20,7   | 15-29 ans    | 19,1   |
| 20,2   | 0-14 ans     | 18     |

## Lieux et monuments
- Les chapelles ;
- La « Maison espagnole »[32] du XVIe siècle ou « Notre-Dame des Prés », dépendant du monastère Notre-Dame de la Sainte-Espérance à Mesnil-Saint-Loup et, à quelques mètres…
- Le prieuré Saint-Dodon abrite depuis 1968 une communauté de sœurs bénédictines olivétaines, connue pour la confection d'icônes. Le rite byzantin-slave caractérise les offices.

## Patrimoine naturel
- Forêt de Trélon

## Pour approfondir